# 김광욱
김광욱(金光煜, 1580년 ~ 1656년)은 조선 중후기의 문신으로 자는 회이(晦而), 호는 죽소(竹所), 시호는 문정(文貞)이며 본관은 (신)안동(新 安東)이다. 조부는 군기시정 증이조판서 김원효(金元孝), 아버지는 형조참판 증좌찬성 김상준이며 어머니는 전주이씨로 현감(縣監) 이천우(李天祐)의 딸이다.

## 생애
1606년에 진사시(進士試)에 합격하고, 같은 해 증광문과(增廣文科)에 병과로 급제하여 승문원(承文院:槐院)에 배속되었다가 병조좌랑(兵曹佐郞), 사서(司書), 정언(正言)을 거쳐 부수찬(副修撰)이 되었다. 1611년에 다시 정언(正言)이 되어, 이언적과 이황의 문묘종사(文廟從祀)를 반대하는 이이첨·정인홍 등을 탄핵하였다.
1613년 계축옥사에 아버지와 함께 연루되어 국문을 받았으나 곧 풀려났으며, 1615년에 인목대비 폐모론이 나오고, 이듬해 인목대비 폐모 논의를 위한 정청(庭請)에 아버지 휴암공(상준), 5촌당숙 김상헌과 함께 끝까지 참여하지 않았다하여 삭직되자 경기도 고양군(高陽郡) 행주(幸州)에 은거하였다. 1623년 인조반정 후 복관되어 고산찰방(高山察訪) 고원군수(高原郡守) 판교(判校) 홍주목사(洪州牧使) 등을 역임하였다.
1644년 부승지 겸 세자빈객(副承旨 兼 世子賓客)으로 소현세자와 함께 청나라에 다녀왔다.
효종 즉위 후 1652년 개성유수(開城留守)에 보임되고 지돈녕부사(知敦寧府事)에 올랐다. 그 후 동지사(冬至使)로 다시 청나라에 다녀왔다. 문예와 글씨에 뛰어났으며, ≪장릉지장 長陵誌狀≫을 찬하였고 저서로는 ≪죽소집 竹所集≫이 있다. 묘소는 남양주시 와부읍 덕소리 석실에 있다

## 가족관계
- 조부 : 김원효(金元孝)
- 조모 : 이승열(李承說)의 딸 전주 이씨
  - 부친 : 김상준(金尙寯, 1561 ~ 1635)
  - 모친 : 이천우(李天祐)의 딸 전주 이씨
    - 누나 : 김숙례(金淑禮, 1578 ~ ?)
    - 남동생 : 김광위(金光煒, 1582 ~ ?)
    - 부인 : 우찬성(右贊成) 이직언(李直彦)의 딸 전주 이씨
      - 딸 : 김소군(金少君, 1599 ~ ?)
      - 사위 : 한산 이씨 판교(判校) 이선(李䆄, 1597 ~ 1665) 
        - 외손자 : 이경천(李敬千)

      - 양자 : 김수일(金壽一, 1623 ~ ?) - 남동생 김광위(金光煒)의 4남
        - 손자 : 김성후(金盛後)